# 黑色曲腹蛛
黑色曲腹蛛（学名：Cyrtarchne nigra）为园蛛科曲腹蛛属的动物。分布于日本以及中国大陆的福建等地，主要栖息于植物叶被面。该物种的模式产地在日本。
其种加词“nigra”意为“黑色的，暗色的”。